# Podvornica
Podvornica – wieś w Chorwacji, w żupanii zagrzebskiej, w gminie Kravarsko. W 2011 roku liczyła 115 mieszkańców.